# Борисовка (Льговский район)
Борисовка — село в Льговском районе Курской области России. Входит в состав Городенского сельсовета.

## География
Село находится а западе центральной части Курской области, в пределах южной части Среднерусской возвышенности, в лесостепной зоне, на берегах реки Сухая Речица (правый приток Сейма), на расстоянии примерно 11 километров (по прямой) к востоку от города Льгова, административного центра района. Абсолютная высота — 176 метров над уровнем моря.

### Климат
Климат характеризуется как умеренно континентальный, с тёплым летом и умеренно холодной зимой. Среднегодовая температура воздуха — 5,7 °С. Средняя температура воздуха самого тёплого месяца (июля) — 19,4 °C (абсолютный максимум — 32 °С); самого холодного (января) — −8,1 °C (абсолютный минимум — −26 °С). Безморозный период длится около 150 дней в году. Среднегодовое количество атмосферных осадков составляет 563 мм, из которых 391 мм выпадает в период с апреля по октябрь.
| Показатель                                                                      | Янв. | Фев. | Март | Апр. | Май  | Июнь | Июль | Авг. | Сен. | Окт. | Нояб. | Дек. | Год  |
| ------------------------------------------------------------------------------- | ---- | ---- | ---- | ---- | ---- | ---- | ---- | ---- | ---- | ---- | ----- | ---- | ---- |
| Средний суточный максимум, °C                                                   | −4   | −3   | 3    | 13,1 | 19,4 | 22,7 | 25,2 | 24,5 | 18,2 | 10,6 | 3,5   | −1,1 | 11,0 |
| Средняя температура, °C                                                         | −6   | −5,5 | −0,6 | 8,3  | 14,8 | 18,4 | 20,9 | 20   | 14   | 7,3  | 1,3   | −3   | 7,5  |
| Средний суточный минимум, °C                                                    | −8,4 | −8,5 | −4,7 | 2,9  | 9,2  | 13,1 | 15,9 | 14,9 | 9,8  | 4    | −1    | −5,2 | 3,5  |
| Норма осадков, мм                                                               | 51   | 45   | 48   | 51   | 63   | 71   | 76   | 55   | 58   | 58   | 48    | 49   | 673  |
| Источник: Погода по месяцам c ru.climate-data.org(дата обращения: Октябрь 2021) |      |      |      |      |      |      |      |      |      |      |       |      |      |

### Часовой пояс
Село Борисовка, как и вся Курская область, находится в часовой зоне МСК (московское время). Смещение применяемого времени относительно UTC составляет +3:00.

## Население
| 2002 | 2010 |
| ---- | ---- |
| 293  | ↘189 |

### Половой состав
По данным Всероссийской переписи населения 2010 года в половой структуре населения мужчины составляли 47,6 %, женщины — соответственно 52,4 %.

### Национальный состав
Согласно результатам переписи 2002 года, в национальной структуре населения русские составляли 92 %.